# Seznam slovenskih športnih plezalcev in alpinistov
Seznam pomembnejših slovenskih športnih plezalcev in alpinistov ter gornikov.

## A
- Josip Abram - Trentar (1875 - 1938)
- Janez Aleš
- Janez Aljančič (1937 - 2025)
- Jakob Aljaž (1845 - 1927)
- Aljaž Anderle (1973 -)
- Libor Anderle
- Benjamin (Beno) Anderwald (1915 - 1944)
- Jože Andlovic (1923 - 2011) (zdravnik, reševalec)
- Zvone (Zvonimir) Andrejčič - Zvonc (1950 - 2010)
- Matej Arh
- Miha Arih (1918 - 1944)
- Vojko Arko (1920 - 2000) (Argentina)
- Milenko Arnejšek - Prle (1948 - 2009)
- Ivan Arnšek
- Tomislav Aurednik (1977 -)
- France Avčin (1910 - 1984)
- Lilijana Avčin ?
- Janko (Janez) Ažman - Jeti (1945 -)
- Marko Ažman (1959 - 1988) (jadralni padalec)
- Urban Ažman - Urbi

## B
- Metod Badjura
- Rudolf Badjura
- Lev Baebler
- Ambrož Bajde
- Inko Bajde
- Peter Bajec - Poli
- Ana Baumgartner
- Franc Bauman
- Anton (Tone) Bavčer (1905 - 1944)
- Jure Bečan (1989 -)
- Klemen Bečan (1982 -)
- Stane Belak - Šrauf (1940 - 1995)
- Andreja Belavič Benedik
- I. Bele
- Jani Bele
- Iztok Belehar (1941–2024)
- Filip Bence - "Ta črn" (1950 - 2009)
- Roman Benet (1962 -) (Italija)
- Albin Benkovič - Bine (1915 - 2002)
- Borut Bergant - Čita (1954 - 1985)
- Ivan Berginc - Štrukelj (1867 - 1926)
- Zvonko Berlič
- Dinko Bertoncelj (1928 -) (Argentina)
- Zoran Bešlin
- F. Bešter
- T. Bešter
- Matej Balažic
- Bogdan Biščak (1958 -)
- Franc Bizjak
- Janez Bizjak
- Aleksander (Aleš) Bjelčevič (1962 -)
- Rok Blagus
- Anton Blažej (1898 - 1972)
- Benjamin Blažič
- Aleksander (Sandi) Blažina (1926 - 2020)
- Danica Blažina (r. Pajer) (1928 -)
- Zvone Blažina ?
- Martin Bombač
- Franc Borštnar (1905 - ?)
- Saša Bolčič
- Ines Božič Skok
- Stipe Božić (Split-Hrvaška, udeleženec slovenskih alpinističnih odprav)
- Rudolf Brajnik (1882 - 1962)
- Jasna Bratanič? (1967 - 1995)
- Bogdan Brecelj
- Marijan Brecelj
- Drago Bregar (1952 - 1977)
- Jernej Breščak
- Stane Brezovnik (1953 - 2003)
- Marjeta Brežnik - Daisy
- Arnošt Brilej (1891 - 1953)
- Bogumil Brinšek (1884 - 1914)
- Janez Brojan (1906 - 2002)
- Janez Brojan ml. (1947 -)
- Jennifer Buckley (2007 -)
- Ivan Bučer (1910 - 1950)
- Lado Bučer
- Tone Bučer (1917 - 1986)
- Lojze (Alojz) Budkovič (1953 -)
- Stojan Burnik (1951 -)
- Marko Butinar

## C
- Alojz Cajzek - Cajz (1961 - 1983)
- Slavko Cankar - "Ata"
- Danilo Cedilnik (1947 -)
- B. Cegnar
- Lucijan Cergol (1957 - 1987) (Italija)
- Silvo Cerjak (1954 - 1988)
- Jože Cesar (1907 - 1993)
- Milan Ciglar (1923 - 1977)
- Milan Cilenšek (1935 - 2013)
- J. Ciperle
- Miran Cizelj (1915 - 1944)
- Tine Cuder (1979 -)
- Rok Cencelj
- Jurij Cencelj
- Josip Cerk?
- Fanny Copeland?

## Č
- Matic Čakš (1991 -)
- Franc Čanžek – Čajz (1947 - 2006)
- Marko Čar (1969 - 2000)
- Stazika Černič Simić - Staza (1923 - 2022)
- Urh Čehovin (1977 -)
- Klemen Čepič (1967 -)
- Peter Čermelj (1900 - 1973)
- Milan Černilogar
- Aleš Česen (1982 -)
- Nejc Česen (1985 -)
- Tomo Česen (1959 -)
- Jože Četina (1927 - 2017) (reševalec)
- Anže Čokl (1982 -)
- Jaka Čop (1911 - 2002)
- Miha Čop (1888 - 1938)
- Joža Čop (1893 - 1975)
- Sara Čopar
- Martin Čufar (1947 - 2003)
- Martina Čufar (1977 -)
- Iztok Čurči (1972 -)

## D
- Nastja Davidova (1979 -)
- Ciril Debeljak - Cic (1930 - 1982)
- David Debeljak
- Dušan Debelak (1966 -)
- Mira Marko Debelak-Deržaj (1904 - 1948)
- Tadej Debevec (1978 -)
- Friderik Degen (1906 - 2001)
- Avgust Delavec (1918 - 2005)
- Jernej Demšar (1875 - 1961)
- Lojze (Alojz) de Reggi (1905 - 1926)
- Mir(k)o Dermelj (1914 - 2018)
- Edo Deržaj (1904 - 1980)
- Matjaž Deržaj (1936 -)
- Albert (=Dorči?) Detiček
- Metod Di Batista
- Tina Di Batista (1975 -)
- Pavle /Pavel Dimitrov (1937 - 2023)
- Jože Dobnik (1921? - 2020)
- Polona Dobrovoljc
- Davorin (Daro) Dolar  (1921 - 2005)
- Aleš Dolenc (1963 -)
- Eva Dolenc Barbara Bajcer, Maja Šuštar, Nastja Davidova, Marija Jeglič, Sara Jaklič, Marta Krejan Čokl, Katarina Rogelj, Metka Križič, Eva Dolenc, Miranda Ortar
- Matjaž Dolenc
- Alojz Dolhar
- Rafko Dolhar
- Stanko Dolhar (1913 - 1936)
- Beno Dolinšek (1969 - 1994)
- Vladimir Dougan (1891 - 1955)
- Tone Dovjak
- Janez Dovžan - Švelc (1943/45 -)
- Jože Drab
- Kazimir Drašlar - Mikec (1941 -)
- Herbert Drofenik (1909 - 1993)
- Tomo Drolec
- Robert Držan (1964 -)
- Marko Dular (1936 - 1957)

## E
- Franc Ekar
- Andrej Erceg - Crni
- Boris Erjavec
- Lojze Erjavšek - Jerinčkov (1909 - 1943)
- Peter Erjavšek

## F
- Rado Fabjan
- Nadja Fajdiga (1926 - 1989)
- Polona Fajdiga (1982 -)
- Vlado Fajgelj?
- Peter Ficko
- Mitja Filipič
- Matjaž Fistravec?
- Matej Flis
- Jure Franko
- Lučka (Lucija) Franko (1983 -) (por. Podlipnik)
- Marija Frantar - Mariča (1956 - 1991)
- Slavko Frantar - Čopk
- Bruno Fras ?
- Marica Frece
- Drago Frelih
- Janez Frelih
- Jože Frelih
- Matevž Frelih (1905 - 1944)
- Marjan Frešer (1953 -)
- Vanja Furlan (1966 - 1996)

## G
- Janja Garnbret (1999 -)
- Mario Gec
- Milan Gladek
- Tanja Glušič (slepo-gluha paraolimpijska plezalka)
- Borut Gogala (1986 -)
- Tone Golnar
- Janez Golob (1940 -)
- Jure Golob (1971 -)
- Lojze Golob (1939 -)
- Ludvik Golob
- Tadej Golob (1967 -)
- Urban Golob (1970 - 2015)
- Ervin (Marij) Gomišček (1922 - 1950)
- France Gorjanc (1913 - 1986)
- Jurij Gorjanc - zdravnik
- Asja Gosar
- Milan Gostiša
- Jože Govekar - Jozva (1929 - 2000)
- Daniel Gradišar
- Janez Gradišar - Čirčang (1944 -)
- Živojin Gradišar?
- Andrej Gradišnik (1963 -)
- Dušan Gradišnik (1919 - 1993)
- Matevž Gradišnik
- Blaž Grapar (1978 -)
- Janez Gregorin (1911 - 1942) - Šteblajev Johan (in brat)
- Miro Gregorin (1913 - 2007)
- Cene Griljc (1933 -)
- Andrej Grmovšek (1973 -)
- Tanja Grmovšek (1976 -)
- Aljoša Grom (1973 -)
- Marjan Gros - Torta
- Natalija Gros (1984 -)
- Silvo Grošelj (1948 - 1970)
- Viki Grošelj (1952 -)
- M. Grubešič
- Andrej Grudnik
- Matic Grudnik (1985 -)
- Jernej Grudnik
- Vili Guček (1966 -)
- Nastja Guzzi
- Gustl Vršnik

## Hubert Hercek ( 1942 - 1987 )
- Miha Habjan (1977 -)
- Vladimir Habjan (1957 -)
- Baltazar Hacquet
- Žiga Hafner - "Baron"
- Ljubo Hansel
- Josip Hauptman - Pipar (1863 - 1921)
- Erika Heim (1913 - 2014)
- Hubert Heim (Hajm) (1914- 1981)
- Emil Herlec (predvojni alpinist)
- Emil Herlec ml. - Milč (1931 - 2020); bratje Roman, Janez, Ferdo Herle
- Franc Herle (1917 - 1944)
- Roman Herlec
- Jože Herman - John
- Jurij Hladnik (1984 -)
- Marija Hlavaty - Marička (r. Horvat)
- Jože Hobič (1955 -)
- Franc Jožef Hanibal Hohenwart
- Metod Hočevar
- Marička Horvat=Marija Hlavaty
- Valentin Hodnik (1896 - 1935)
- Aleš Holc (1975 - 2014)
- Lidija Honzak
- Matija Horvat (1935 - 2014)
- Tina Horvat (hči Tineta Miheliča)
- Primož Hostnik (1982 -)
- Andreja Hrastnik & Martin Hrastnik
- Stanko Hribar?
- Bojan Hribernik
- J. Hribernik
- Ursula Hribernik (2012 -)
- Jože Hudeček (1937 - 2011)
- Stanko Hudnik
- Janko Humar (1959 -)
- Marko Humar
- Metod Humar (1939 - 2012)
- Tomaž Humar (1969 - 2009)

## I
- Janez Ileršič - Ile (u. 1979 na Mont Blancu s Tatjano Jakofčič)
- Franc Intihar
- Iztok Ipavec
- Matjaž Ivnik (1962 - 2022)

## J
- Andreja Jagodic ?
- Cveto Jagodic
- B. Jaklič
- Sara Jaklič (1993? -)
- Tatjana Jakofčič (1956?- 1979)
- Tomaž Jakofčič - Jaka (1970 -)
- Alenka Jamnik
- Matjaž Jamnik
- Tomaž Jamnik - Mišo (1947 -)
- Igor Jamnikar
- Peter Janežič - Peko
- Anton (Tone) Jeglič (1935 -)
- Janez Jeglič - Johan (1961 - 1997)
- Marija Jeglič - Meri (1991 -)
- Dušan Jelinčič (1953 -)
- Zorko Jelinčič (1900 - 1965)
- Tjaša Jelovčan
- Slav(k)o Jenko (1929 - 2022)
- Aleš Jensterle (1972 -)
- Matjaž Jeran (1980 -)
- J. Jeranko
- Rado Jeranko (1931 - 2022)
- Martin (Davorin?) Jereb (1928 -)
- Blaž Jereb
- France Jerman (1920 - 1980)
- Peter Jeromel
- Anže Jerše
- Jure Jeršin
- Julček Jesenšek
- Pavla Jesih (1901 - 1976)
- Matic Jezeršek
- Andrej Jež (1994)
- Bogdan (Božo) Jordan (1917 - 1942)
- Božidar (Božo) Jordan (1931 - 2007)
- Matic Jošt (1971 -)
- Silvester Jošt
- Klement Jug (1898 - 1924)
- Darko Juhant (1963 -)
- Stane Jurca (1933 -)
- Jelena Justin?
- Ljubo (Ludvik) Juvan (1936 - 2016)
- Marjan Juvan (1949? -)
- Peter Juvan
- Sašo Juvan

## K
- Katja Kadić (1995 -)
- (France Kadilnik)
- Bogomil Kajzelj - Pipar (1874 - 1939)
- Miha Kajzelj (1967 -)
- Mirko Kajzelj (1908 - 1986)
- Vladimir Kajzelj (1905 - 1972)
- O. Kalan
- Tjaša Kalan (1996 -)
- Boris Kambič (1939 -)
- Monika Kambič Mali (1969 -)
- Rebeka Kamin
- (Janez Kanoni)
- Davorin Karničar (1962 - 2019)
- Drejc (Andrej) Karničar (1970 -)
- Luka Karničar (1956 - 1997)
- Silvo Karo (1960 -)
- Domen Kastelic (1982 - 2016)
- Jaka Kastelic
- Matej Kastelic
- Marija Kavar-Mica (= Marija Markež)
- Boštjan Kekec (1959 - 1993)
- Olga Kekec
- Cveto Kemperle (1940 - 2017)
- Pavle Kemperle (1905 - 1980)
- Jernej Kerč (1870 - 1921)
- Marko Kern
- N. Kern
- Stane Kersnik
- Marjan Keršič - Belač (1920 - 2003)
- Urša Kešar
- Peter Keše - Šodr
- Jože Kidrič?
- Mitja Kilar
- Gregor Klančnik (1913 - 1995)
- Kristian Klanjšček
- Matic Klanjšek?
- Matija Klanjšček (1977 -)
- Lado Klar (1936 -)
- Klavora
- Stane Klemenc (1950 -)
- Dušan Klepec
- Janez Klinar - "Požganc" (1843 - 1926)
- Rudi Klinar (1944 -)
- Stanko Klinar (1933 - 2023)
- Tomaž Klinar (1969 - 2016)
- J. Klofutar
- Ivanka Klopčič Casar?
- Alojzij Knafelc (1859 - 1937)
- Gašper Knez
- Franček Knez (1955 - 2017)
- Klemen Kobal
- Jože Kobilica
- Stane Koblar (1919 - 1983)
- Fran Kocbek (1863 - 1930)
- (Janez (Janko) Kocjan 1954 -)
- Rudi Kocjančič
- Rado Kočevar (1928 - 2024)
- I. Kodran
- Grega Kofler
- Zvone Kofler (? - 1971, Himalaja)
- Andrej Kokalj - Koki (1959 -)
- Rok Kolar
- Andrej Komac - Mota (1853 - 1908)
- Domen Komac
- Jože Komac - Paur (1862 - 1939)
- Vlasto Kopač (1913 - 2006)
- Andrino Kopinšek (1900 - 1986)
- Jože Kordiš?
- Roman Kordiš
- Dejan Koren
- Janko Koren (1931 - 2011)
- Zlatko Koren
- Ivan Korenčan (? - 1954) - Pipar
- Drago/Karel Korenini (1906 - 1975)
- Luka Korošec (prvopristopnik na Triglav)
- Tone Korošec (1917 - 1998)
- Blaž Kos (1979 -)
- Matevž Kos (prvopristopnik na Triglav)
- Miha Kos (1868 - 1927)
- Ana Kosmač (1987 -)
- Dušan Košir (1923 - 2010)
- (Fedor Košir 1908 - 1972)
- Mitja Košir (1947 -)
- J. Košnik
- Vasja Košuta (1974 -)
- Ivan Kotnik - Ivč (1951 -)
- Marjan Kovač
- Rajko Kovač - Rok (=Rok Kovač?)
- Matej Kovačič
- Pavle Kozjek - Pablo (1959 - 2008)
- Aleš Koželj (1974 -)
- Marjan Kožuh ?
- Silvo Kragelj (? - 2023)
- Lojze Kraiger (1913 - 1995)
- Gabrijela Krajnc (1965 -)
- Dimitrij Kralj (1905 - 1988)
- Luka Kranjc
- Tone Kralj
- Mia Krampl (2000 -)
- Jelka Kranjc (r. Tajnik) (1965 -)
- Matej Kranjc
- M. Kraševec
- Anton Kravanja - Kopiščar star. (1866 - ?)
- Anton Kravanja - Kopiščar ml. (1889 - 1953)
- M. Krč
- F. Kreačič
- Leonid Kregar - Ničo (1940 - 2020)
- Marjan Kregar (1956 -)
- Marta Krejan Čokl
- Igor Kremser
- Gregor Kresal (1969 -)
- Dominik Krese
- Anica Kristančič
- Marijan Krišelj (1931 - 2005)
- Boris Krivic - Boro
- Marijan Krišelj (1931 - 2005)
- Vinko Križaj
- T. Križnar ?
- Samo Krmelj (1973 -)
- Jernej Kruder (1990 -)
- Julija Kruder (1997 -)
- Franci Krumpak
- Janez Krušic (1917 - 2003)
- Slavko Krušnik - Mihec (1924 - 2019)
- Julius Kugy (1858 - 1944)
- Dušan Kukovec (1928 - 2023)
- Aleš Kunaver (1935 - 1984)
- Josip (Jože) Kunaver (1882 - 1967)
- Matjaž Kunaver ?
- Pavel Kunaver (1889 - 1988)
- Primož Kunaver
- Vlasta Kunaver (1963 -)
- Janez Kunstelj
- Matevž Kunšič
- Simon Kurinčič (1975 -)
- Matej Kranjc (1957 -)
- Janez Kveder - Skalaš (1897 - 1950)

## L
- Grega Lačen (1976 - 2020)
- Mar(i)jan Lačen
- Leopold Lampič
- Franc Langerholc
- Janko Lapajne (1923 - 2016)
- Božo Lavrič (1943 -)
- Alina Ledinek
- Lemajič
- Matevž Lenarčič
- Davorin (Tine) Lesjak (1872 - 1946)
- Bojan Leskošek
- Ivana Leskovar
- Ela Leskovšek
- Marjeta Leva
- Vlado Leva
- Janez Levec (vojak)
- Bor Levičnik
- Igor Levstek (1931 - 2010)
- Marko Lihteneker (1959 - 2005)
- Srečko Likar
- Tamara Likar (1959 - 1982)
- Blaž Lindič
- Luka Lindič
- Henrik Lindtner - Pipar
- Matija Lipar
- Beba Lipold
- Jože Lipovec (1910 - ?)
- Barbka Lipovšek - Ščetinin (1941 - 1975)
- Marijan Lipovšek (1910 - 1995)
- Maja Lobnik (1979–2021)
- Janez Lončar - Šodr (1943/46? -)
- Boris Lorenčič - Lori (1970 -)
- Evgen Lovšin (1895 - 1987)
- Boštjan Ložar
- Vita Lukan (2000 -)
- Metka Lukančič Nemec (1969 -)
- Alenka Lukič
- Marko Lukič (1969 -)
- Sara Lukič
- Pavel Lukman (1. zimski vzpon na Triglav 1932)

## M
- Andrej Magajne - Magi (? - 2011)
- Ante Mahkota (1936 - 2018)
- Gregor Malenšek (1971 -)
- France Malešič (1921 - 2020)
- France Malešič (1944 -) (zdravnik, reševalec...)
- Matija Maležič - Matic (1927 - ?)? (Matic Malešič *Matija Maležič - Matic)
- Minka Mali (1893 - 1991)
- Cene Malovrh (1915 - 2000)
- Marjan Manfreda - Marjon (1950 - 2015)
- Nejc Marčič
- Anže Marenče
- Miha Marenče (1974 -)
- Štefan Marenče - Štef
- Tine Marenče
- Janez Marinčič
- Marija Markež - Mica (roj. Kavar)
- Dušan Markič
- Peter Markič - Pero
- Rado Markič
- S. Markič
- Andrej Markovič (1976 - 2000)
- Mina Markovič (1987 -)
- Tine Martinčič
- (Andrej Mašera) (1946 -)
- Sonja Mašera (1911 - 2005)
- Viktor Matičič (1966 -)
- Vanja Matijevec (1946 -) (mdr. ledni)
- (Vilko Mazi 1888-1986)
- Maks Medja (1906 - 1985)
- Janko Meglič (1965 - 2012)
- Matej Mejovšek (1970 -)
- Jože Melanšek (1932 -)
- Vid Mesarič (1933 - 2020)
- Damjan Meško (1943 -)
- Igor Mezgec
- Peter Mežnar (1972 - 2014)
- Ivan Michler (1891 - 1982)
- Jože A.(ndrej) "Joža" Mihelič (1946 -)
- Tine Mihelič (1941 - 2004)
- Davo Mihev
- Stanko Mihev
- Peter Mikša (1977 -)
- Anton Mikuš
- Janko (Ivan) Mirnik (1929 - 2021)
- Bine Mlač?
- (Janko Mlakar)
- Klavdij Mlekuž (
- Močnik in Poljanšek
- Vinko Modec
- Matej Mošnik (1975 - 2004)
- Lojze Motore (1920 - 2004)
- Anton Mrak
- Franci Mrak
- Irena Mrak (1973 -)
- Tadej Mrak
- Ervin Mlakar
- Klavdij Mlekuž (1943 -)
- Vinko Modec
- Peter Muck (1930 - 2023)
- M. Murovec
- Irena Mušič Habjan (1967 -)

## N
- Blaž Navršnik - Dolfa
- Lara Nikolič
- Boris Novak
- Franjo Novak
- Urban Novak
- Jurček Nowakk (IN-planinec)

## O
- Blaž Oblak (ledni)
- Igor Oblak
- Josip Ciril Oblak - Ice (1877 - 1951)
- Erih Obrez
- Domen Oder
- Franc Oderlap (1958 - 2009)
- France Ogrin (1911 - 1944)
- Ana Ogrinc
- Dejan Ogrinec
- Pavel Oman
- Igor Omersa
- Janko Oprešnik - Zumba (1964 -)
- Žiga Oražem
- Tine Orel (1913 - 1985)
- Fran Orožen?
- Miranda Ortar (1967 -)

## P
- Andrej Pahovnik
- Lidija Painkiher
- Danica Pajer
- Tonček Pangerc (1925 - 1954) (Argentina)
- M. Papler
- Mateja Pate
- Anton Pavlič - Čif
- Janez Pečar - Bobek (1862 - 1949)
- Andrej (in Jasna) Pečjak (1957 -) (ledni)
- Matevž Pečovnik
- Matjaž Pečovnik
- Anže Peharc (1997 -)
- Aco (Franc) Pepevnik (1959 -)
- Franc Perc
- T. Perčič
- Doriano Perhat ?
- Kazimir Perko
- Marjan Perko (+ 1997)
- Uroš Perko (1976 -)
- Željko Perko
- Matija Perko - Janči
- (Marko Pernhart)
- Borut Peršolja (1972 -)
- Janko Pertot (1896 - 1987)
- Tomaž Petač
- Anja Petek
- Darinka Petkovšek (1923 - 1999)
- Eva Petrič ?
- Žiga Petrič (1971 - 1996)
- Aleš Petrin - "Čevl" (1969 - 2006)
- Lojze Pezdirnik
- Janez Pikon
- Milan Pintar - Mik (1934 - 2003)
- Leo Pipan
- Gorazd Pipenbaher (2012)?
- Aleš Pirc
- Borut Pirc (1938 - 1999) (zdravnik kirurg)
- Blaž Pišek
- Katja Planinc
- Janko Plevel - Pubi (1955 - 1996)
- Bojan Počkar (1963 - 1996)
- Dušan Podbevšek - Dule (1958 - 2010)
- M. Podbevšek
- Srečo Podbevšek
- Pavel Podgornik (1958 - 1982)
- Peter Podgornik (1958 -)
- Jože Pogačnik (1927 - 1951)
- Jožef Pogačnik (1878 - 1965)
- Bojan Pograjc =?
- Ivan Pohar (1887 - ?)
- Cene Polajnar
- Dušan Polenik (1968 - 1998)
- Peter Poljanec
- Urša Poljanšek
- Bojan Pollak - Bojč (1943 -)
- B. Popovič
- Luka Potočar (2001 -)
- Franjo Potočnik
- Miha Potočnik (1907 - 1995)
- Vanč Potrč (1937 - 2012)
- Nejc Pozvek ?
- Zvone - Zvonko Požgaj
- Ciril Praček & Lojzka Praček
- Miha Praprotnik (1967 -)
- Klemen Premrl (1973 -)
- Angelca ("Gelca") Prepotnik - Golob (1932 - 2023) & Jože Prepotnik (brat)
- Milan Preskar
- Jože Pretnar (1891 - 1969)
- Brane Pretnar (1943 - 1969)
- Nevina Prevec (1905 - 2001)
- Marko Prezelj (1965 -)
- Jaka Prijatelj
- Anton Primožič (1855 - 1944)
- Janez Primožič (1944 -) (pediater=?)
- Janez Primožič (1967 -)
- Urban Primožič
- Poldi Pristov
- Lojze Pristovnik
- Nataša Privšonik (paraplezalka)
- Roman Pugelj  (1948 - 2010)
- Dodi Pušnik (Ferdo Pušnik - Dodi)
- Brane Pečar
- Anton Pavlič

## R
- Lučka Rakovec (2001 -)
- Blaž Rant (1983 -)
- Tomaž Rant (1973 -)
- Matjaž Ravhekar
- Benjamin Ravnik
- Janko Ravnik (1891 - 1982)
- Jurij Ravnik (1979 -)
- Marjan Raztresen?
- Milan Rebula - "Bistri"
- Alojz de Reggi (1905 - 1926)
- Sreč(k)o Rehberger
- Lojze Rekar (? - 1971)
- Rosa Rekar (2005 -)
- Marko Renčelj ?
- Urška Repušič (2000 -)
- Janez Resnik (1948 - 1969)
- Boris Režek (1908 - 1996)
- Vilko Rifel
- Ivan Rihar
- Srečko Rihter (+ 1983, Kavkaz)
- Roman Robas (1942 -)
- Simon Robič (1824 - 1897)
- Avgust Robnik
- Tanja Rojs
- Milan Romih (1960 -)
- Nuša Romih (1964 -)
- Tomaž Rotar
- Bojan Rotovnik ?
- Dolfi Rotovnik (1937 -)
- Vlado Rotovnik
- Jože Rovan ?
- Žarko Rovšček (1951 -)
- Jože Rozman (1955 - 1991)
- Jože Rožič (1951 -)
- Luka Rožič
- Štefan Rožič (eden prvopristopnikov na Triglav)
- Janez Rožman (1901 - 1937)
- Marjan Ručigaj (1948 - 2021)
- Uroš Rupar (1965 -)
- Jože Rus (1888 - 1945) ?

## S
- Janez Sabolek - Sabl(j)a
- M. Salberger
- Milan (Emil) Savelli (1941 - 2015)
- Franci Savenc (1935 - 2023)
- Tone Sazonov - Tonač (1937 -)
- Milan Schara
- Janez Anton Scopoli
- Boris Sedej - Pinko
- Primož Sedej - "Logaški"
- Sekloča
- Grega Senčar
- Karl Seunig - Pipar
- Aljaž Simonič - Ali
- Boris Simončič (1963 - 1983)
- Ivan Simunič (1933 -) (Italija)
- Janko Skerlep
- Janez Skok
- Stane Skok
- Maks Skribe
- Jurij Skvarča (Argentina)
- Peter Skvarča (Argentina)
- Tadej Slabe (1959 -)
- Jaka Slapar (1992 -)
- Mirko Slapar
- Boštjan Slatenšek
- Valentin Slatnar - Bôs (»Bôsov Tine«) (1852 - 1933)
- Simon Slejko
- Gregor Sluga
- Miha Smolej (1948 - 2015)
- Slavko Smolej (1909 - 1961)
- Toni Smolej - reševalec
- Manca Smrekar (1992 -) (paraplezalka)
- Borut Soklič
- Matej Sova (1979 -)
- Borut Spacal (1947 -)
- Franc(e) Srakar (1930 - 1997)
- Dušan Srečnik - Zobač (1949 - 2021)
- Valentin Stanič (1774 - 1847)
- Uroš Stanonik
- Luka Stražar (1988 -)
- Anton Stres (1871 - 1912)
- Blaž Stres (1974 -)
- Jernej Stritih
- Boris Strmšek
- Tone Strojin ?
- Samo Supin (1965 -) (ledni... plezalec)
- Marko Sušnik (1993 -)
- Alenka Svetel (1924 - 1991)
- Leo Svetičič
- Slavko-Slavc Svetičič (Miroslav Svetičič) (1958 - 1995)
- Janez Svoljšak (1993 - 2019)

## Š
- Marjana Šah Štrok
- Marjan Šavelj (1928 - 2006)
- Peter Ščetinin (1935 -)
- Tine Ščuka
- Gregor Šegel (ledni...)
- D. Šegregur
- Pavle Šegula (1923 - 2017)
- Gregor Šeliga
- Jože Šepič (1947 - 2004) (ml.? 1971 - 1996)
- Miha Šercer - Šerc
- Matjaž Šerkezi - Šerk (1980 -)
- Pavle Šimenc - Pablo (1937 - 2016)
- Milan Šinkovec (1940 - 2011)
- Rok Šišernik (1978 - 2011)
- Andrej Škafar (1955 -)
- Igor Škamperle (1962 -)
- Jože Škantar - Šest (1809 - 1891)
- Rozalija Škantar (1849 - 1911)
- Janez Škarja Kačon (1933 - 1997)
- Metod Škarja (1963 -)
- Simona Škarja (1967 -)
- Tone Škarja (1937 - 2020)
- Danilo Škerbinek  (1940 -)
- Dane Škerl?/D. Škerlj?
- U. Škerl?
- Vladimir Škerlak (1909 - 2002)
- Dušan Škodič ?
- Anton Škof - Pipar
- Nejc Škof
- Domen Škofic (1994 -)
- Martin Šolar
- Jaka Šprah
- Bojan Šrot (1960 -)
- Miro Štebe (1953 -)
- Lojze Šteblaj
- Grega Štendler (1971 -)
- F. Šter
- J. Šterk
- Andrej Štremfelj (1956 -)
- Anže Štremfelj (1983 -)
- Katarina Štremfelj
- Maja Štremfelj (= Maja Vidmar)
- Marija Štremfelj (1957 -)
- Marko Štremfelj
- Franc Štrukelj (1897 - 1974)
- Jagoda Štrukelj
- Urša Štrukelj (1975 -)
- Mojca Štrumbelj
- Albert Štupar (1929 - 1956)
- Tomaž Štupar
- Franc(i) Štupnik - Cicko (? - 2024)
- Ivan Šturm
- Živko Šumer
- (Ivan Šumljak)
- Maja Šuštar Habjan (1979 -)
- Franci Šušteršič (1943 -)
- Miro Šušteršič - Čeha
- Erik Švab (1970 -)
- Mojca Švajger
- Anton Švigelj (1868 - 1954)
- Maša Švigelj (r. Dvorsky) (1877 - 1936)

## T
- Jelka Tajnik
- P. Taler
- Lucija Tarkuš (2003 -)
- Karl Tarter (1909 - 1973)
- Ivan Tavčar (učitelj)
- Franc Telcer (1918 - 2008)
- Andrej Terčelj (1959 -)
- Danilo (Dani) Tič (1961 -)
- Josip Tičar (1875 - 1946)
- Tomaž Tišler
- Iztok Tomazin (1960 -)
- Stane Tominec (1894 - 1991)
- Fran Tominšek (1868 - 1943)
- Josip Tominšek
- Stanko Tominšek (1895 - 1961)
- Andreja Tomšič Drab
- Albin Torelli (1898 - 1973)
- Alaž Tratnik
- Emil Tratnik
- Jožica Trček (1947 -)
- Dalibor Trnkóczy - Kore
- Uroš Tršan (1926 - 1969)
- Saša Truden
- Žarko Trušnovec
- Henrik Tuma (1858 - 1935)
- Matija Tuma (1938 - 2024)
- Irena Turnšek (1967 - 1996)
- Eva Tušar
- Slavko Tuta

## U
- Mirko Udir - Žamar (1975 - 2005)
- Jure Ulčar
- Simon Unuk
- Bruno Urh (1968 -)
- Franc Urh
- Silva Urh
- Nikolaj Užnik (Avstrija: koroški Slovenec)

## V
- Beno Vajdič (1960 - 2020)
- Slavo Vajt (1935 - 2022?)
- Milan Valant (1939 - 2014)
- Ivo Valič
- Miha Valič (1978 - 2008)
- Tomaž Valjavec
- Igor Varjačič (1966 -)
- Evgen Vavken (1927 - 2007)
- Ivo Veberič (+ 1983, Kavkaz)
- Petra Vencelj (1967 -)
- Stane Veninšek
- Patricija Verdev
- Miha Verovšek
- Brane Vezonik (1964 -)
- Ciril Vezonik
- Gregor Vezonik (1995 -)
- Danijel Vezovnik
- Grega Vida (1977 -)
- Franc Vidic (1957 -)
- Damjan Vidmar - Damč (1961 - 1992)
- Katja Vidmar (1984 -)
- Lado Vidmar (ledni)
- Maja Vidmar (1985 -)
- Adi Vidmajer (1942 - 2021)
- Tina Vintar
- Tomo Virk (1960 -)
- Srečko Vizjak (Drenovec)
- Dušan Vodeb (1916 - 2006)
- Marko Vogrič
- Vojvodič
- Jane(z) Volkar
- Lojze (Alojz) Volkar
- Klemen Volontar (1962 - 2022)
- Matija Volontar
- Matevž Vukotič
- Franc Verko-Verč
- Saša Vidmar
- Dušan Vodeb ?
- Miha Vreča
- Damjan Vrečur
- Miha Vrevc
- Matevž Vukotić

## W
- Lovrenc Willomitzer (eden prvopristopnikov na Triglav, vodja odprave 1778)
- Tatjana Winter

## Z
- Drago Zagorc
- Nuša Zagorc (1943 -)
- Boris Zajc (1933 - 1995)
- Luka Zajc
- Rok Zalokar
- Andrej Zaman (1976 - 2000)
- Rudi Zaman
- Nejc Zaplotnik (1952 - 1983)
- Luka Zazvonil (1977 -)
- Mira Zorič
- Janez Zorko (1937 - 2023)
- Andrej Zorman
- Tadej Zorman (1977 -)
- Ludvik Zorzut (1892 - 1977)
- Miha Zupin
- France Zupan (1929 - 2019)
- Jože Zupan - Juš (1954 -)
- Davor Zupančič (1959 -)
- Ljubo Zupančič
- Peter Zupančič (1973 -)

## Ž
- Mojca Žerjav
- Tomaž Žerovnik
- Drago (Karel) Žlof (1940 - 1995)
- Jože Žumer (1953 - 2006)
- Anton Žunter?
- Uroš Župančič (1911 - 1992)
- Ivan Žvan (1829 - 1920)
- Jože Žvokelj (1934 - 2016)